# ベルリン地下鉄IK形電車
IK型電車（あいけいがたでんしゃ）は、ベルリン地下鉄U1、U2、U5において使用されている電車である。なお、この車両はベルリン地下鉄の中では唯一大型規格と小型規格の両方で運用することが可能な車両である。愛称は「Icke」。

## 概要
2012年6月、ベルリン市交通局 (BVG) は当初、シュタッドラー・レールに2編成のプロトタイプを発注した。これは老朽化したA3L71型を置き換えるためである。2015年9月から定期的に試験を行っている。
この車両はライトレールやトラムを基に設計された。なお、回生ブレーキは列車の必要なエネルギーの最大20%を回復する。
なお、2017年7月から12月までさらなる増備をおこなっている。これはU5号線で車両不足が発生したからである。